# 영암 금지리 본촌고분군
영암 금지리 본촌고분군(靈巖 錦池里 本村古墳群)은 대한민국 전라남도 영암군 시종면 금지리에 있는 고분군이다. 2001년 9월 27일 전라남도의 문화재자료 제226호로 지정되었다.

## 개요
시종면 금지리 본촌마을 북쪽에 있는 구릉의 능선을 따라 분포되어 있는 3기의 고분으로, 각각 말무덤, 장수무덤, 마부무덤으로 불리고 있는데 일제강점기에 모두 도굴되었다.

## 1호분
1호분은 말무덤으로 불리는 것으로, 본촌마을에서 북쪽으로 250m 정도 떨어진 구릉의 정상부에 있다. 분구는 비교적 양호한 상태로 남아있지만 서남쪽에 풍산홍씨(豊山洪氏) 선산이 만들어지면서 다소 변형되었다. 분구의 평면형태는 원형이며 규모는 직경 15m, 높이 1.8m이다.

## 2호분
2호분은 1호분에서 남쪽으로 150m 정도 떨어져 있는 것으로, 장수무덤으로 불리는 것이다. 고분은 비교적 잘 남아있지만 서쪽에 있는 도로가 확장되면서 분구의 일부가 훼손되었고 동쪽으로 구도로의 흔적이 남아 있다. 분구의 평면형태는 방대형처럼 보이지만 측량조사 결과 원형으로 확인되었다. 분구의 규모는 직경 21m, 높이 3m 정도이며 분정에는 직경 10m 정도의 평탄부가 형성되어 있는데 함몰구덩이가 3개 있다.

## 3호분
3호분은 마부무덤으로 불리는 것으로, 2호분에서 남쪽으로 70m 정도 떨어진 곳에 있다. 현재 고분은 주변이 밭으로 개간되면서 대부분 파괴되고 분구 일부만 남아있다. 참고 문헌에 따르면 분구의 평면형태는 원형이고 규모는 직경 13m, 높이 2m이다.

## 참고 자료
- 영암금지리본촌고분군 - 국가유산청 국가유산포털